# Poecilotheria metallica
Poecilotheria metallica (лат.) (Ультрамариновый птицеед ) — вид древесных пауков из семейства пауков-птицеедов (Theraphosidae). Один из самых ярко окрашенных пауков этого семейства.

## Происхождение
Вид является эндемиком индийского штата Андхра-Прадеш, где встречается в лесном заповеднике между городами Гиддалур (округ Пракасам) и Нандиал (округ Карнул), недалеко от побережья юго-востока страны. Площадь ареала составляет всего 100 км². Ареал сильно фрагментирован, по причине уничтожения среды обитания в результате хозяйственной деятельности.

## Описание
Вид был открыт и описан британским арахнологом Реджиналдом Иннесом Пококом в 1899 году.. Обнаружен вновь в 2001 году канадским учёным-арахнологом Риком Вестом спустя 102 года после открытия..
По строению тела этот вид повторяет основные характерные черты представителей рода Poecilotheria. Размеры половозрелых особей по телу достигают 6-7 см, в размахе лап — 16-17 см (в максимуме до 21 см). Половозрелые самки массивнее самцов. Растут самки медленнее самцов: половая зрелость у них наступает в 2-2,5 года, у самцов же в 1,5 года. Живут самки в неволе 10-15 лет, продолжительность жизни самцов до 2 лет. Окрас взрослой особи: металлического-синего цвета со сложными светло-серыми узорами на верхней стороне абдомена и карапасе, на верхней стороне ног присутствуют узкие полосы неправильной формы лимонно-жёлтого цвета на берце (tibia), около области стыка берца и надколенника (Patella), с нижней стороны ноги — более выраженные крупные жёлтые пятна на берце. На нижней стороне апикального (Telatarsus) и базального (Basitarsus) псевдосегментов лапок (так называемых «подушечках») наблюдается блестящий серебристо-серый с синим отливом окрас. У ювенильных (незрелых) особей окраска светло-сиреневая, постепенно, с возрастом, сменяющаяся синим цветом. Наиболее интенсивный синий окрас наблюдается у самцов предполовозрелого возраста, хотя половой диморфизм выражен не так сильно, как у других видов рода. Благодаря очень яркому окрасу Poecilotheria metallica сильно контрастирует с другими представителями пецилотерий: как в ювенильном, так и в половозрелом возрасте её трудно спутать с другими птицеедами рода Poecilotheria.

## Образ жизни
Poecilotheria metallica — птицеед древесный, предпочитает селиться на старых деревьях, живёт группами. Взрослые особи обустраивают себе гнезда в дуплах и кронах на вершине деревьев, молодые паучки обживают подножия и даже иногда норы под деревьями. Питаются главным образом насекомыми. Охотятся по ночам. Изредка может наблюдаться каннибализм, особенно при слишком тесном сожительстве. Это нужно учитывать при содержании в неволе.
При наступлении опасности — весьма склонный к проявлению агрессии паук, хотя чаще предпочитает скрываться бегством при вторжении на его территорию. В периоде, предшествующем линьке, паук особенно агрессивен и, как правило, возрастает риск укуса. Яд P. metallica считается одним из наиболее токсичных среди представителей семейства пауков-птицеедов . Его укус может вызывать сильную боль, мышечные спазмы; симптомы продолжаются в течение двух-трех недель, хотя могут внезапно повторяться ещё в течение, по крайней мере, нескольких месяцев. Часто укус может не сопровождаться введением яда, это так называемый «сухой укус».

## Содержание в неволе
Поскольку вид является древесным, для него желательно установить высокий вертикальный террариум, для взрослого паука достаточно размера 45×30×30 см. В качестве субстрата желательно использовать кокосовую стружку, высота субстрата около 3 см. Необходимо на дно террариума поверх грунта положить кусок проваренной в солевом растворе и высушенной коряги (или коры), с помощью которой паук сплетёт себе убежище. Оптимальная температура в террариуме в пределах 24—28 ºС, влажность на уровне 75-85 %: для их контроля удобно использовать гигрометр и термометр. Для молодых экземпляров желательно, чтобы температура не опускалась ниже 26ºС. В питании неприхотлив и с удовольствием поедает подходящих размеров мраморных, туркменских, мадагаскарских тараканов, сверчков, а также зофобаса. Голодные особи, независимо от возраста, могут справиться с добычей размером, превышающим их собственный. Молодых особей можно кормить 2-3 раза в неделю, взрослых особей 1-2 раза в месяц.

## Разведение
Размножение Poecilotheria metallica в неволе не вызывает особых проблем. Подобно другим представителям рода, при разведении не обязательно учитывать сезонную ритмику. Для разведения самца подсаживают к половозрелой самке. Самец может оставаться в террариуме с самкой несколько дней или даже недель, спаривание может произойти не сразу. В случае успешного спаривания, спустя примерно 2 месяца самка сплетёт кокон, и спустя ещё 2 месяца из кокона появятся маленькие паучки: обычно их количество в коконе составляет от 70 до 160 штук.

## Интернет-ресурсы
https://planetexotic.ru/blog/poecilotheria-metallica-ultramarinovyy-ptitseed/